# Hustle (baile)
El Hustle (baile), cuyo significado es baile, es el nombre genérico con el que se ha denominado a muchas de las formas de música social llamada popularmente disco o de nightclub y que fueron extremadamente populares allá a mediados de los años 1970. 
Este tipo de expresiones duraron a lo largo de los setenta mucho más antiguos como por ejemplo el mambo. El hustle toma carta de naturaleza con la llegada a Florida de inmigrantes cubanos que ensayan nuevas formas de expresión, mezclando el ritmo típico de las discotecas junto a los que ellos traían de su tierra natal como el son cubano y la salsa añadiéndole, además, los movimientos ondulantes propios de la comunidad latina. Esta mezcla explosiva y novedosa hace que en los estados del este de los EE. UU. como Nueva York, se adapten rápidamente al nuevo ritmo. Es a partir de ese momento cuando la nueva forma de interpretar la llamada música disco comienza a popularizarse entre la población más joven ávida de diversión. Si se fue lo bastante afortunado como para haber vivido en la ciudad de Nueva York o en Los Ángeles durante los primeros años del despegue del hustle, puede que se haya tenido la oportunidad de aprenderlo directamente con un profesor profesional, en caso contrario, la única alternativa que quedaba era la de frecuentar alguna discoteca en cualquiera de esas dos ciudades y aprenderlo en vivo. Para el resto de los mortales, sin embargo, el disco de vinilo fue la única alternativa.
Las grabaciones de este ritmo abundaron durante esa década lo que hizo posible que el hustle se introdujera rápidamente gracias, mayormente, a su distribución por tiendas de discos, almacenes y supermercados. En una de las primeras grabaciones, la “New York Hustle Incorporated” incluía todo lo que uno necesitaba para aprender a moverse a ritmo de hustle, es decir: música genérica disco, instrucciones de baile y un montón de fotografías con una pareja en atuendo de la época que mostraba la manera de realizar los pasos.
En el año 1977 y gracias a la película "Fiebre del sábado noche" se bailó hustle con música disco lo que contribuyó a lanzar este tipo de baile a un nivel totalmente popular. 
El hustle es un baile que se puede ejecutar suavemente o con gran derroche de saltos y movimientos de aceleración. Un ejemplo típico de hustle suave lo podemos encontrar en la mayoría de los temas del grupo Silver Convention. El movimiento básico para bailarlo es de lo más simple; 1, 2 “&” 3 (SQQS) El patrón de dicho movimiento se repite cada tres golpes así que, en acento musical de 4/4, cambia continuamente con respecto al patrón mientras que el mismo paso puede bajar o subir un golpe.
La música típica de hustle lleva acentuado cada golpe lo que hace que la música disco sea la más idónea para bailarlo. En la música disco no hay sensación de oscilación, así que si los pies se sienten un poco incómodos en el tiempo de espera “&”, es porque no hay necesidad de caminarlo. Los tiempos 2&3 en hustle son un típico movimiento de caderas que debe dar la sensación de ser muy suave, por lo que no se debe acentuar de forma exagerada el golpe que inicia el punto de partida del movimiento.
El hustle es un tipo de baile social que no se enseña a bailar en la mayoría de las escuelas en Europa. [cita requerida] La razón principal es el desconocimiento de los profesores y la relativa condición física que se requiere para poder ejecutarlo. Las figuras y movimientos que se realizan mientras se baila no son de gran dificultad pero sí que requieren de una cierta movilidad y coordinación.